# Wasiljewka (rejon wołowski)
Wasiljewka (ros. Васильевка) – wieś (ros. село, trb. sieło) w zachodniej Rosji, centrum administracyjne sielsowietu wasiljewskiego rejonu wołowskiego w obwodzie lipieckim.

## Geografia
Miejscowość położona 11 km od centrum administracyjnego rejonu (Wołowo), 128 km od stolicy obwodu (Lipieck).
W granicach miejscowości znajdują się ulice: Centralnaja, Mołodiożnaja, Olega Łośkowa, Parkowaja, Zariecznaja.

## Demografia
W 2012 r. miejscowość zamieszkiwało 600 osób.